# Raúl Taquini
Raúl Martín Taquini (26 de julio de 1965) es un periodista deportivo, comentarista, abogado, presentador de televisión y exjugador de rugby argentino. Debutó en el Club Universitario de Buenos Aires, donde jugó más de 50 partidos antes de convertirse en analista y comentarista deportivo para la popular cadena ESPN.
Desde 2016 hasta 2020 trabajó para la señal deportiva Fox Sports, en la cual condujo el programa La llave del gol. En la actualidad, se desempeña como comentarista de la Major League Rugby de Estados Unidos para DirecTV Sports, junto a Ramiro Penas (quién también fue periodista de ESPN entre 1999 y 2012).

## Carrera

### Rugby
Taquini debutó en el Club Universitario de Buenos Aires de Rugby (abreviado como CUBA) en 1987, donde se desempeñaba en la posición de apertura. Mientras jugaba en el club realizaba estudios de abogacía en la Universidad Católica Argentina, graduándose en 1994 sin ejercer la profesión.

### Televisión y radio
Ingresó en la cadena ESPN en 1993 desempeñándose inicialmente como analista y relator de rugby, aunque nunca estudió la carrera de periodismo deportivo. En 1999 relató la Copa Mundial de Rugby de Gales para la cadena deportiva. Con el paso del tiempo se convirtió en relator y analista de fútbol, apareciendo en algunos programas de opinión de este deporte en ESPN como Hablemos de fútbol y relatando partidos de la liga de fútbol de Argentina y encuentros a nivel internacional. Tras pasar 23 años como miembro de ESPN, Taquini se integró al equipo de trabajo de Fox Sports, otro canal deportivo para Latinoamérica, donde continuó realizando análisis y relatando partidos de fútbol de varias ligas a nivel internacional. Condujo además el programa de análisis futbolístico La llave del gol, donde compartió el panel con periodistas y analistas como Diego Fernando Latorre, Juan José Buscalia y Daniel Arcucci, entre otros. En 2015 empezó a presentar su propio programa radial, titulado Danza con Rulo.